# Interview with the Vampire (novel·la)
Interview with the Vampire és una novel·la fantàstica escrita el 1973 per Anne Rice, però no es publicà fins a 1976. El llibre tracta el tema de la immortalitat, la pèrdua, la sexualitat i el poder. Esdevingué ràpidament un èxit de culte i tingué gran influència en el moviment gòtic del segle xx. La seguiren unes seqüeles, conegudes col·lectivament com a Cròniques vampíriques.
En aquest llibre Anne Rice comença explicant què són els vampirs per a ella: deixa vells mites com l'all, el suc o l'estaca, i narra una història amb què trenca amb el clàssic mite del vampir, protagonitzat per Dràcula i basat en tradicions europees. En canvi, ací es detalla un vampir humà que sofreix, sent i li dol matar: però el més sorprenent és que torna al vampir ateu, amo de ningú sinó d'ell mateix: el que abans era satànic ara no és de ningú.
El llibre conta la història de Louis de Pointe du Lac, que no troba un propòsit per a la seua vida: es troba amb un vampir, Lestat de Lioncourt, que el transforma en un dels seus. Lestat i Louis s'uniran en una història que durarà més de 100 anys.

## Publicació i reacció de la crítica
Anne Rice és famosa per les seues "cròniques vampíriques": el vampir hi adquireix un paper protagonista com a víctima, al contrari de molts autors que parteixen de la idea del vampir com victimari, com ara Carmilla o Dràcula. En la literatura d'Anne Rice els seus personatges passan tota l'existència a la recerca de la seua identitat. En aquests relats, el sexe té importància en la trama, doncs els seus personatges són seductors, passionals, romàntics, molt bells i amb característiques nihilistes.
Entre les seues novel·les destaquen Interview with the Vampire de 1976; Lestat, el vampir de 1985; La reina dels condemnats de 1988; El lladre de cossos de 1992; Memnoch, el diable de 1995; Pandora de 1998; Merrick del 2000; Blood and gold del 2001; Blackwood farm del 2002. A més, Anne Rice publicà gran nombre de novel·les amb pseudònims com Anne Rampling i A. N. Roquelaure.
En publicar-se, Interview with the Vampire es convertí aviat en un èxit de culte per a qualsevol amant de les novel·les de vampirs i en una influència en el moviment gòtic.

## Trama
La història comença a San Francisco, Estats Units, on un vampir anomenat Louis narra la història de 200 anys de vida a un tremolós i jove entrevistador. El vampir és un ésser ultraperceptiu; tendeix a calmar al seu interlocutor, i promet no fer-li mal.
El 1791, Louis era el jove amo d'una plantació al sud de Louisiana, Amèrica. Després de la mort del seu germà menor, fet del qual es culpa, es deprimeix i comença a plantejar-se l'existència fins al punt de pensar en el suïcidi. És en aquests moments quan se li presenta Lestat, que aconsegueix convéncer Louis de participar del Ritu Fosc que l'hauria de convertir en un ésser immortal, asexuat i que només s'alimenta amb sang.
Tots dos vampirs viuen un temps en la plantació. Lestat cuida del seu pare i s'alimenta dels esclaus de Louis, mentre que aquest últim prefereix obtenir la sang de petits animals com a gallines i rates: Louis es troba massa lligat a la seua moral mortal com per poder assassinar. En aquest període Lestat ensenya les coses bàsiques que un vampir ha de saber: petits consells per a la supervivència contra el sol i el foc —únics elements que podrien eliminar-lo— desmentint absurdes creences com que una estaca, una creu o un grapat d'alls pogueren afectar-lo.
L'últim que Louis explica a l'entrevistador és la seua darrera trobada amb Lestat a Nova Orleans. L'ha vist devastat, fregant la demència i el més complet nihilisme. Sense meréixer-li ni tan sols pena, Louis l'abandona sense que aquest aconseguisca més que balbotejar paraules i uns patètics plors. La història narrada per Louis inclou 200 anys convivint amb la immortalitat, el dolor i el sofriment que suposà debatre's entre el bé i la mort. L'entrevistador, però, veient només els increïbles poders d'un vampir, li demana que l'en convertisca. Louis es molesta una miqueta amb ell, l'ataca, i tot i que dessagnat, el deixa amb vida per desaparéixer després sense deixar rastre.
En despertar de l'atac, l'entrevistador recorda les pistes que el podien dur a la casa de Lestat i es dirigeix en la seua cerca.

## Pel·lícula
El 1994 se'n feu la versió fílmica amb el mateix títol: Entrevista amb el vampir, dirigida per Neil Jordan i amb guió de la mateixa Anne Rice.